# اچ‌ام‌اس تالی-هو (پی۳۱۷)
اچ‌ام‌اس تالی-هو (پی۳۱۷) (به انگلیسی: HMS Tally-Ho (P317)) یک زیردریایی بود که طول آن ۲۷۶ فوت ۶ اینچ (۸۴٫۲۸ متر) بود. این زیردریایی در سال ۱۹۴۲ ساخته شد.